# Lagoa (Macedo de Cavaleiros)
Lagoa is een plaats (freguesia) in de Portugese gemeente Macedo de Cavaleiros en telt 432 inwoners (2001).